# Street Love
Street Love – drugi solowy album Lloyda wydany w 2007 roku. Pierwszym singlem jest utwór You wykonywany z raperem o pseudonimie Lil Wayne. Drugi singel to Valentine, trzeci Get It Shawty a czwarty Player's Prayer.

## Lista utworów
1. Lloyd (Intro)
2. You (z Lil Wayne)
3. Cretified
4. I Don’t Mind
5. Get It Shawty (z Young Joc)
6. Incredible
7. Valentine
8. Hazel
9. Player's Prayer
10. Killing Me
11. Take You Home
12. What You Wanna Do
13. Street Love
14. One For Me
15. You (Remix) (z Andre 3000 & Nas)
16. Drop It On The One
17. Hit The Floor (z Matty P)